# Séraphin Couvreur
Séraphin Couvreur (chinesisch 顧賽芬 / 顾赛芬, Pinyin Gù Sàifēn, * 14. Januar 1835 in Varennes im Département Somme; † 19. November 1919 im Kreis Xian bei Cangzhou) war ein französischer Sinologe und Missionar. Er gehörte dem Jesuitenorden an und missionierte seit 1870 in Ho kien Fou (河間府 / 河间府,  Héjiān Fǔ) in der damaligen chinesischen Provinz Zhili (heute: Hebei).
Sein in mehreren Auflagen erschienenes Dictionnaire classique de la langue chinoise war im Westen für längere Zeit das Standardwerk für ein besseres Verständnis alter chinesischer Texte. In diesem Werk verwendete er ein eigenes französisches Transkriptionssystem, das sogenannte Couvreur-System.
Er übersetzte viele klassische chinesische Texte, darunter die Werke Shi Jing und Shujing, die Sishu (Vier Bücher), zu denen die Texte Lunyu, Mengzi, Daxue und Zhongyong gehören, und Werke zum chinesischen Ritual- und Zeremonialwesen (Liji und Yili). Nutzerfreundlich sind seine Werke dadurch, dass sie zum Teil sowohl ins Französische als auch Lateinische übersetzt wurden, aber vor allem dadurch, dass sie den chinesischen Originaltext in Parallelausgaben mit abgebildet haben, einschließlich der französischen Transkription.
Seine heute online zugängigen Übersetzungen sind deshalb noch heute von Wert, weil sie – anders als bei James Legge – die seit der Qing-Zeit durch neuere textkritische Forschung gewonnenen Erkenntnisse über alte chinesische Texte nicht mit der Interpretation des Zhu Xi vermengen, sondern dem songzeitlichen Philosophen streng folgen. Diese Qualität besitzen zum größten Teil auch die Übersetzungen von Richard Wilhelm.
Der Einfluss seiner Übersetzungen lässt sich im deutschen Sprachraum nur mit denen Richard Wilhelms vergleichen, der sie für seine eigenen Übersetzungen herangezogen hat.

## Werke
- Les Quatre Livres - avec un commentaire abrege en Chinois une double traduction en Francais et en Latin et un vocabulaire des lettres et des noms propres. Sien Hsien, Imprimerie de la Mission Catholique, 1930 troisieme edition 
  - Les quatre livres. I: La Grande Etude. II: L'Invariable Milieu. (= Les Humanites d'Extreme-Orient. Textes de la Chine) Cathasia Paris 1895
  - Confucius: Entretiens de Confucius et de ses disciples. Les Quatre Livres Band 3. Aus dem Chinesischen ins Französische und Lateinische übersetzt von Seraphin Couvreur. Paris/Leiden, Cathasia/Brill, ca. 1951 (Les Humanites d'Extreme-Orient.)
  - Meng Tzeu: Oeuvres de Meng Tzeu. Les Quatre Livres Band 4. Aus dem Chinesischen ins Französische und Lateinische übersetzt von Seraphin Couvreur. Paris/Leiden, Cathasia/Brill, ca. 1951
- Cheu king. Traduction de Séraphin COUVREUR (1835-1919). Éditions Kuangchi Press, 4e édition, 1966, 556 pages. Fac-simile de l’édition Ho kien Fou, Imprimerie de la Mission Catholique, 1896.
- Chou king, Les Annales de la Chine, avec dessins. Traduction de Séraphin COUVREUR. Éditions You Feng, 1999, 464 pages. Fac-simile de l’édition Ho kien Fou, Imprimerie de la Mission Catholique, 1897.
- Tch'ouen Ts'iou / Tso Tchouan. La Chronique de la principaute de Lou. Drei Bände. Hg. von Seraphin Couvreur. Paris, Leiden u. a.: Cathasia, Brill u. a. 1951 (Les Humannites d'extreme-Orient / Textes de la Chine).
- Li Ki. Ou Memoires sur les bienseances et les Ceremonies. Texte Chinois avec une double Traduction en Francais et en Latin.Ho Kien Fou. (2 Bände) La Mission Catholique, 1913
- Dictionnaire classique de la langue chinoise. Ho Kien Fu 1904
- I-li : Cérémonial ; Texte chinois et trad.. Hsien Hsien: Mission Catholique, 1916
- Texte chinois avec trad. en françois et en français : choix de documents. 2. éd. - Ho Kien Fou, 1898
- Seraphin Couvreur: Dictionnaire francais-chinois contenant les expressions les plus usités de la langue mandarine (Ho Kien Fou: Impr. De la Mission catholique 1908)
- Choix des documents (Ho Kien Fou: 1901)
- Dictionnaire classique de la langue chinoise suivant l'ordre alphabétique de la prononciation. 3. éd. - Ho Kien Fu : Impr. de la mission catholique, 1911
- Géographie ancienne et moderne de la Chine. Hien Hien : Mission cath., 1917
- Ceremonial. Paris-Leiden. E.J. Brill-Cathasia-Soc. Les Belles Lettres. 1951 (2nd edition [1916]).
- Guide de la conversation français-anglais-chinois ; Couvreur, S[éraphin], S.J. ; Guide to conversation in French, English and Chinese. 11. éd. Sien-Hsien dans le Tcheu Li: Mission cath., 1926